# Парк Андре Ситроена
Парк Андре Ситроена (фр. parc André-Citroën) — общественный парк площадью 14 га, расположенный на левом берегу Сены в XV округе Парижа.
Парк построен на месте бывшего автомобильного завода «Ситроен» и назван в честь основателя компании Андре Ситроена. В 1992 году это был самый большой парк в Париже, открытый более чем за столетие.

## История
В 1915 году Ситроен построил на берегу Сены завод для производства артиллерийских снарядов. После окончания Первой мировой войны надобность в снарядах пропала, и предприятие было перепрофилировано на создание автомобилей. До 1970-х годов завод полноценно функционировал на этом месте, а после Ситроен решил продать свои земли городу, а завод перенести подальше от центральной части Парижа.
В начале 1990-х годов на месте бывшего завода французскими ландшафтными дизайнерами Жилем Клеманом и Аленом Прево, а также архитекторами Патриком Бергером, Жаном-Франсуа Жодри и Жаном-Полем Вигье был создан парк, получивший имя Андре Ситроена.

## Описание

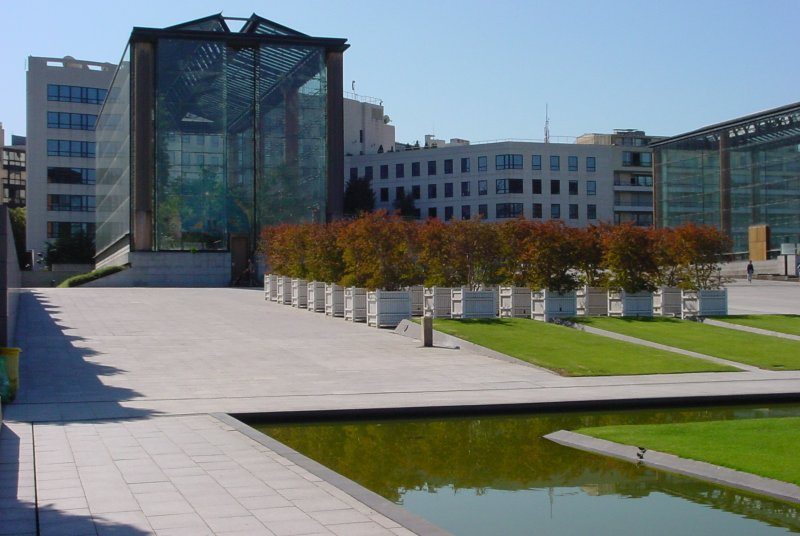
Оранжерея в парке Андре Ситроена

Парк построен вокруг лужайки размером 273 на 85 метров. При входе в парк находятся две оранжереи, в которых произрастают средиземноморские и экзотические растения. Между ними расположена площадь со 120 танцующими фонтанами. 
На юге парка можно посетить оригинальный футуристический «Сад метаморфоз» с подвесными переходами и поднятым водоёмом.
Северная часть парка разбита на «Сад движения», в котором свободно произрастают дикие растения, а между ними расположены мини-теплицы, и шесть серийных мини-садов, каждый из которых символически связан с каким-либо металлом, планетой, днём недели, состоянием воды и чувством:
- Голубой сад: медь, Венера, пятница, дождь, обоняние;
- Зелёный сад: олово, Юпитер, четверг, родниковая вода, слух;
- Оранжевый сад: ртуть, Меркурий, среда, ручьи, осязание;
- Красный сад: железо, Марс, вторник, водопады, вкус;
- Серебряный сад: серебро, Луна, понедельник, реки, зрение;
- Золотой сад: золото, Солнце, воскресенье, водяной пар, 6-е чувство.

В отдалении от основной части парка расположены Белый и Чёрный сады, в которых произрастает растительность преимущественно светлых и тёмных тонов соответственно. По задумке автора они противостоят друг другу по цвету и олицетворяют свет и тень.

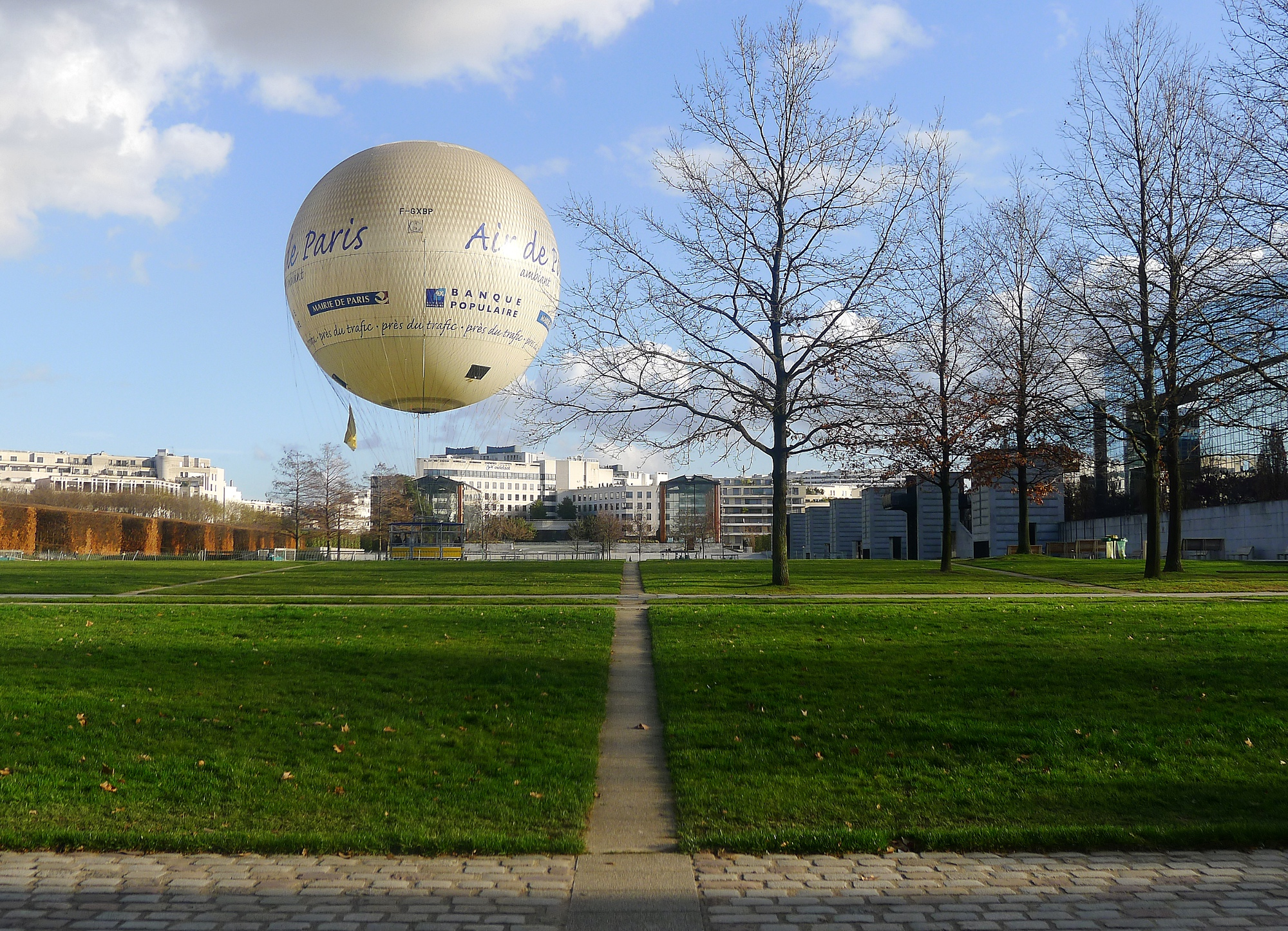
Воздушный шар в парке Андре Ситроена

С 1999 года в парке производится катание посетителей на воздушном шаре диаметром 22 метра. Он может поднять до 30 пассажиров на высоту до 300 метров над уровнем земли. С воздушного шара открывается вид на большинство достопримечательностей Парижа: Марсово поле, музей Орсе, базилику Сакре-Кёр и Собор Парижской богоматери.

Панорама парка Андре Ситроена